# Sławomir Steinborn
Sławomir Steinborn (ur. 1975 w Więcborku) – polski prawnik, dr hab. nauk prawnych, profesor uczelni i kierownik Katedry Prawa Karnego Procesowego i Kryminalistyki Wydziału Prawa i Administracji Uniwersytetu Gdańskiego.

## Życiorys
W 1999 ukończył studia prawnicze na Uniwersytecie Gdańskim, natomiast w dniu 7 czerwca 2004 r. obronił pracę doktorską Formalne porozumienie stron jako czynnik kształtujący wyrok sądu w polskim procesie karnym, 18 czerwca 2012 r. habilitował się na podstawie pracy zatytułowanej Prawomocność części orzeczenia w procesie karnym. Otrzymał nominację profesorską. Został zatrudniony na stanowisku profesora nadzwyczajnego w Katedrze Prawa Karnego Procesowego i Kryminalistyki na Wydziale Prawa i Administracji Uniwersytetu Gdańskiego. Piastuje stanowisko profesora uczelni Katedry Prawa Karnego Procesowego i Kryminalistyki Wydziału Prawa i Administracji Uniwersytetu Gdańskiego, oraz członka zarządu Societas Humboldtiana Polonorum. W latach 2012–2016 członek Komisji Kodyfikacyjnej Prawa Karnego. Wykładowca Krajowej Szkoły Sądownictwa i Prokuratury w Krakowie. Był kierownikiem w Katedrze Prawa Karnego Procesowego i Kryminalistyki na Wydziale Prawa i Administracji Uniwersytetu Gdańskiego. Autor ponad 100 publikacji z zakresu prawa karnego procesowego, europejskiego prawa karnego i prawa konstytucyjnego.
Na mocy decyzji Adama Bodnara od 21 marca 2025 pełni funkcję Prezesa Sądu Apelacyjnego w Gdańsku  .